# Sławentyn
Sławentyn (ukr. Слов'ятин, Słowjatyn) – wieś na Ukrainie, w obwodzie tarnopolskim, w rejonie tarnopolskim (do 2020 w brzeżańskim), siedziba administracyjna rady wiejskiej. W 2001 roku liczyła 870 mieszkańców.
Do 1934 roku stanowiła osobną gminę wiejską. 1 sierpnia 1934 roku w ramach reformy na podstawie ustawy scaleniowej weszła w skład gminy wiejskiej Litwinów w powiecie podhajeckim, w województwie tarnopolskim.
W nocy z 17 na 18 września 1939 roku bojówka OUN zabiła w Sławentynie, według różnych źródeł, od 50 do 85 Polaków, część zagród spalono.